# Государственный НИИ стандартизации и контроля медицинских биологических препаратов имени Л. А. Тарасевича
Государственный научно-исследовательский институт стандартизации и контроля медицинских биологических препаратов им. Л. А. Тарасевича — научно-исследовательский институт, созданный по инициативе Льва Александровича Тарасевича в 1918.

## История института
- 1915: Всероссийский земский союз организовал на базе кафедры микробиологии Московских высших женских курсов станцию контроля вакцин, которую возглавил профессор Л. А. Тарасевич. С этого момента начинается история профессионального контроля медицинских иммунобиологических препаратов (МИБП) в России.
- Август 1918: станция переименована в Центральную контрольную станцию сывороток и вакцин. Она была небольшим учреждением: персонал состоял из заведующего и четырёх врачей-контролёров.
- 29 августа 1918: в книге контроля вакцин Центральной контрольной станции была сделана запись о первом проконтролированном препарате. Первым объектом контроля стали вакцины против кишечных инфекций.
- Октябрь 1918: Первый съезд бактериологов и эпидемиологов России принял решение о необходимости создания в стране специального контрольного института.
- Январь 1919: приказом народного комиссара здравоохранения РСФСР Н. А. Семашко в составе объединённого Государственного института народного здравоохранения (ГИНЗ) был организован Контрольный институт сывороток и вакцин.[1] По замыслу первого директора, Л. А. Тарасевича, институт должен был выполнять задачу организации государственного контроля качества бактериальных препаратов и централизованной апробации вводимых в практику новых вакцин и сывороток. В институте были созданы отделения по контролю оспенного детрита и вакцин против кишечных инфекций, противодифтерийной сыворотки (1920) и по изготовлению диагностических препаратов.
- 1923: институт переименован в Институт экспериментальной терапии и контроля сывороток и вакцин.
- 1924: институту поручен контроль бактериальных препаратов, изготовляемых на территории всех республик СССР.
- 1925: в институте впервые в СССР была открыта лаборатория по изучению эффективности противотуберкулёзной вакцины, штаммы которой были получены Л. А. Тарасевичем от профессора А. Кальметта. Это явилось началом иммунизации населения против туберкулёза.
- 1925: при институте организован музей живых культур микроорганизмов, впоследствии переименованный в Государственную коллекцию патогенных микроорганизмов.
- 1926: создан музей памяти И. И. Мечникова.
- 18 июля 1927: на заседании Научного совета ГИНЗ было принято решение о присвоении институту имени Л. А. Тарасевича.
- 1930: институт стал самостоятельным учреждением в связи с расформированием ГИНЗ. Именовался Государственный контрольный институт сывороток и вакцин (ГКИСВ) им. Л. А. Тарасевича.
- 1968: институт переименован в Государственный контрольный институт медицинских биологических препаратов им. Л. А. Тарасевича.
- 1971: институт переименован в Государственный научно-исследовательский институт стандартизации и контроля медицинских биологических препаратов им. Л. А. Тарасевича.
- 18 декабря 1995: издано постановление Правительства Российской Федерации «О государственном контроле за медицинскими иммунобиологическими препаратами». Этим постановлением функции Национального органа контроля МИБП возложены на ГИСК им. Л. А. Тарасевича.
- 1997: Госстандарт России зарегистрировал самостоятельную систему обязательной сертификации МИБП, отличную от системы сертификации других лекарственных средств. Утвержден знак соответствия системе сертификации МИБП.
- 3—7 декабря 2001: в институте работала комиссия Всемирной организации здравоохранения. Она дала высокую оценку работе ГИСК им. Л. А. Тарасевича как Национального органа контроля по всем показателям, принятым ВОЗ.
- август 2011: распоряжением Правительства Российской Федерации от 17 ноября 2010 г. № 2058-р и приказом Министра здравоохранения и социального развития Российской Федерации от 13 декабря 2010 г. № 1102 Государственный научно-исследовательский институт стандартизации и контроля медицинских биологических препаратов им. Л. А. Тарасевича реорганизован в форме присоединения к Научному центру экспертизы средств медицинского применения.[2]

## Руководство и кадровый состав
Директорами института работали известные учёные:
- профессор, академик Всеукраинской академии наук Л. А. Тарасевич (1919—1927),
- профессор Пётр Николаевич Диатроптов (1928—1930),[3]
- профессор Леонид Моисеевич Хатеневер (1931—1948),
- кандидат медицинских наук Семён Иванович Диденко (1949—1959),
- кандидат медицинских наук Лидия Степановна Оглоблина (1959—1962),
- профессор, доктор медицинских наук Иван Фёдорович Михайлов (1962—1965),
- профессор, доктор медицинских наук Анатолий Тимофеевич Кравченко (1965—1967),
- профессор, доктор медицинских наук Сослан Григорьевич Дзагуров (1967—1984),
- исполняющий обязанности директора кандидат медицинских наук Анна Григорьевна Лузина (1984—1986),
- профессор, доктор медицинских наук Тагир Абдуллаевич Бектимиров (1986—1988),
- профессор, доктор медицинских наук, академик РАМН Николай Васильевич Медуницын (1988—2009),
- профессор, доктор медицинских наук И. В. Борисевич (2010—2011).

В институте в разные периоды времени работали академики и профессора О. Г. Анджапаридзе, З. М. Андреева, В. П. Брагинская, Б. Д. Быченко, В. И. Вотяков, Г. В. Выгодчиков, Ю. З. Гендон, Е. В. Глотова, Н. Л. Живаго, П. Ф. Здродовский, С. В. Лесняк, В. А. Любарский, Е. Д. Равич-Биргер, Ф. Ф. Резепов, Р. А. Салтыков, В. Д. Соловьёв, А. А. Сумароков, А. И. Тогунова, Ф. А. Черткова, Л. Б. Эльберт, Т. Б. Яблокова и многие другие известные учёные, которые внесли значительный вклад в развитие института и совершенствование системы надзора за качеством МИБП.
В 1930 численность сотрудников института составляла 38 человек. В отдельные годы штат достигал 400 человек. По состоянию на март 2011 в институте работали: 222 сотрудника, из них 10 профессоров, 32 старших научных сотрудников, 16 докторов и 74 кандидатов наук, один академик Российской академии медицинских наук, один заслуженный деятель науки Российской Федерации, три заслуженных врача Российской Федерации, три лауреата премии Правительства России, один лауреат премии Совета Министров СССР, один лауреат премии РАМН им. В. Д. Тимакова.

## Научная деятельность
В институте проводились интенсивные исследования в области вакцинологии, включающие изучение механизмов развития иммунного ответа при вакцинации, разработку методической базы оценки состояния поствакцинального иммунитета и оценки качества биологических препаратов. Начало им было положено работами Л. А. Тарасевича по энтероиммунизации против кишечных инфекций, его ближайших учеников: В. А. Любарского — по изучению механизма образования иммунитета против туберкулёза, Н. Л. Живаго — в области разработки методов местного лечения антивирусами, Е. В. Глотовой — по иммунизации тифозными фильтратами.
В институте функционировали 21 научно-исследовательская лаборатория, со специализацией по отдельным группам препаратов. ГИСК им. Л. А. Тарасевича являлся базовой организацией проблемной комиссии «Разработка и стандартизация медицинских биологических препаратов для профилактики и диагностики инфекционных болезней» в рамках Научного Совета по микробиологии РАМН.
До 2010 на базе ГИСК им. Л. А. Тарасевича работал Комитет МИБП, прообразом которого была Сывороточно-вакцинная комиссия, организованная ещё в 1918. Она разрабатывала инструкции по применению сывороток и вакцин, апробировала новые способы лечения и профилактики инфекционных заболеваний. Название комиссии несколько раз менялось (Контрольная комиссия, Комитет вакцин и сывороток, Комиссия МИБП). Комитет МИБП состоял из независимых экспертов, его основной задачей являлось рассмотрение программ и отчётов испытаний новых МИБП и выдача рекомендаций о возможности внедрения новых препаратов в практику.

## Стандартизация и контроль медицинских иммунобиологических препаратов
На протяжении своего существования ГИСК им. Л. А. Тарасевича не только осуществлял контроль конечной продукции, но и следил за соблюдением надлежащих условий производства, гарантирующих выпуск качественных медицинских иммунобиологических препаратов.

## Экспертиза качества и сертификация МИБП
ГИСК им. Л. А. Тарасевича осуществлял сертификацию и проведение экспертизы качества, эффективности и безопасности МИБП, среди которых вакцины, иммуноглобулины, бактериофаги, препараты нормофлоры, аллергены, цитокины и другие. ГИСК им. Л. А. Тарасевича взаимодействовал со Всемирной организацией здравоохранения и национальными органами контроля других стран по вопросам стандартизации, экспертизы качества и сертификации МИБП.
Институт регулярно принимал участие в международных совместных исследованиях по изучению референс-препаратов, проводимых ВОЗ с целью разработки новых международных биологических стандартных образцов, аттестовывал отраслевые стандартные образцы МИБП, участвовал в работе Комитета ВОЗ по стандартизации.

## История здания
Участок земли, на котором располагался институт, в конце 1870-х принадлежал купцам — братьям Байбаковым, которые в 1880 построили здесь двухэтажный дом, послуживший первоосновой нынешнего главного здания ГИСК им. Л. А. Тарасевича. В 1884 здание, расположенное по адресу: переулок Сивцев Вражек, дом 41, приобрело архитектурное своеобразие — у него появился оригинальный выгнутый навес над подъездом (проект архитектора К. И. Андреева); на его трёх этажах разместилась частная мужская гимназия 3.И. Шамониной. В 1936—1937 здание было перестроено по проекту Н. И. Транквиллицкого, надстроены ещё два этажа.
Во флигеле, стоящем рядом с основным корпусом (дом 41, строение 2) и известном сейчас как «домик Тарасевича», до 1927 жил основатель Контрольного института.